# قائمة توزيعات لينكس

الجدول الزمني لتوزيعات جنو/لينكس والجدول الزمني يمثل تطور مختلف توزيعات لينكس

توفر هذه الصفحة معلومات عامة حول توزيعات لينكس البارزة في شكل قائمة مصنفة. يتم تنظيم التوزيعات إلى أقسام حسب نظام التوزيع الرئيس أو نظام إدارة الحزم الذي تعتمد عليه.

## توزيعات معتمدة على دبيان
دبيان هو نظام تشغيل حرّ لحاسوبك. نظام التشغيل هو مجموعة البرامج الأساسية التي تجعل حاسوبك يعمل. يستخدم دبيان نواة لينكس والتي هي جوهر نظام التشغيل، إلا أن معظم أدوات نظام التشغيل يوفرها مشروع جنو؛ ومن هنا ظهر الاسم دبيان جنو/لينكس. دبيان والتوزيعات المعتمدة عليه تستخدم طريقة التحزيم «ديب», ومدير الحزم ديبكج.
| التوزيعة                   | الوصف |
| -------------------------- | --- |
| 64 استديو                  | محاولة لتخصص في إنتاج الصوت والفيديو على محظات عمل إيه إم دي 64.                                                                                              |
| اجنولا                     | سابقا بـ "DeMuDi" لإنتاج الوسائط المتعددة. |
| ابتوسيد                    | قرص حي متعدد لغات سطح المكتب، يعتمد على دبيان الفرع غير المستقر، كانت تعرف سابقا باسم "سيد يوكس"                                                              |
| بياتريكس                   | .توزيعة من الجمهورية التشيكية تركز على توفير بيئة سطح مكتب سهل الاستعمال.                                                                                     |
| بهارات لحلول أنظمة التشغيل | توزيعة مبنية على دبيان، وتختصر إلى بوس جنو/لينكس، أو ببساطة "بوس"                                                                                             |
| كالي لينكس                 | توزيعة متخصصة في الأمن والحماية المعلوماتية واختبار اختراق الشبكات السلكية واللاسلكية                                                                         |
| كورل لينكس                 | توزيعة تجارية لم تستمر طويلا، اشترتها اكساندورس. |
| كرانشبانج لينكس            | واعتمد سابقا على توزيعة اوبنتو، يضم اما مدير النوافذ اوبن بوكس، أو بيئة سطح المكتب إكسفس مع تطبيقات جتك+.                                                     |
| دام سمول لينكس             | توزيعة لينكس لسطح المكتب مصممة لتكون خفيفة جداً، وللعمل على الأجهزة ذات المواصفات القليلة.                                                                     |
| دريم لينكس                 | توزيعة لينكس برازيلية. |
| إي لايف                    | توزيعة تعمل من القرص الحي، تتميز باستعمالها مدير النوافذ انلايتنمينت تهدف إلى أن تكون بسيطة وسهلة.                                                            |
| فين نيكس                   | قرص حي لإدارة النظام بشكل مصغر متاح لعدة معماريات. |
| فري سباير                  | مبني على دبيا، ن، نسخة لينسباير المجانية المدعومة من توزيعة لينسباير التجارية.                                                                                |
| جبرالتير                   | توزيعة تجارية تعمل كـ موجه/جدار حماية. |
| جنو لين إكس                | التوزيعة التي تروج لها حكومة إكستريمادورا، إسبانيا. |
| جرمل                       | قرص حي لاسترجاع النظام |
| هايكرونيكس                 | توزيعة للدراسة واللعب بالالعاب. |
| كانوتيكس                   | قرص حي لتثبيت تستخدم سطح المكتب كيدي مع التركيز على واجهة المستخدم الرسومية لسهولة الاستخدام.                                                                 |
| نوبكس                      | أول إصدار قرص حي من إصدار دبيان جنو/لينكس. |
| كورومين                    | في السابق كانت نسخة من نوبكس. |
| مشروع ال اي ايه اف         | توزيعة صغيرة تعمل أساسا من القرص المرن للموجهات. |
| ليموكس                     | توزيعة حصلت على أيزو 9241, وطورت في ميونخ، ألمانيا. |
| لينسباير                   | توزيعة سطح مكتب تجارية، كانت تدعى في السابق باسم "ليندوز" لكن بسبب الدعوى القضائية التي رفعتها مايكروسوفت تم تعديل الاسم إلى لينسباير.                        |
| لينكس مينت إصدار دبيان     | لينكس مينت إصدار دبيان، صدر بالاسم الرمزي "LMDE" وهي توزيعة مبنية على دبيان الرفع الاختباري، وهي متاحة لكلا من أنظمة 64, 32بت كقرص حي ديفيدي.                 |
| مشروع موجه لينكس           | التوزيعة البائدة التي كانت تعمل من القرص المرن. حل محلها مشروع ال اي ايه اف.                                                                                  |
| مايمو                      | منصة تطوير للأجهزة المحمولة باليد مثل نوكيا، N800، N81 ونوكيا نوكيا N900 وغيرها من الأجهزة المبنية على لينكس.                                                 |
| ميبيس                      | يركز على سهولة الاستخدام، كما يوجد لديه بديل حفيف يسمى antiX, antiX مناسبة لأجهزة الحاسوب القديمة والأجهزة ذات الموارد المحدودة.                              |
| مينت بي بي سي              | لينكس مينت لأجهزة باور بي سي. |
| نيوفن                      | توزيعة مبنية على دبيان للهواتف النقالة، تستخدم لاختبار اختراق الشبكات.                                                                                        |
| نيرفن لينكس                | توزيعة تعتمد على دبيان ومورفيكس تركز على استخدام سطح المكتب في حوسبة اللغة النيبالية.                                                                         |
| اوبن زوريس                 | لأجهزة مساعد رقمي شخصي، وأجهزة أخرى. والهدف منها ان تكون بديلا عن توزيعة انجستروم.                                                                            |
| بارسكس                     | الأمثل لأجهزة الكمبيوتر الشخصي. |
| نظام بروجيني لينكس         | توزيعة من انطمة لينكس بروجيني التي تاسست على يدي مؤسس دبيان إيان موردوك.                                                                                      |
| بيور او اس                 | تعتمد على دبيان الفرع الاختباري. |
| ريكسارت                    | توزيعة سطح مكتب تركز على استخدام البرمجيات الاحتكارية. |
| ساسكس                      | انش اصلا دبيان بيور بليند لدعم نشر أهداف البرمجيات الحرة والبرمجيات التعليمية، في مشروع مراكز الاتصال المجتمعي في مدينة ساو باولو، البرازيل.                  |
| سكولي لينكس                | توزيعة من النرويج للاستخدام في المدارس. |
| سنواه لينكس                | توزيعة صينية. |
| سمبني او اس                | .تتضمن بيئة سطح المكتب ميزو. واعتدت في الإصدارات السابقة على كنوبيكس.                                                                                         |
| اوبنتو                     | توزيعة تحت رعاية كانونيكال المحدودة، وتتلقى الدعم أيضا من الملياردير الجنوب أفريقي مارك شاتلوورث، هذف التوزيعة تقديم توزيعة سطح مكتب سهلة على قرص واحد.       |
| يوالتيو                    | |
| يوزير لينكس                | توزيعة تجاري لم يدم طويلا. |
| فياتا                      | نظام نشغيل تجاري، مفتوح المصدر للشبكات ويشمل التوجيه، جدار الحماية، شبكة افتراضية خاصة، منع الاختراق، وأكثر من ذلك. مصممة لتكون مفتوحة المصدر واستبدال سيسكو. |
| اكساندورس                  | معتمد على اكساندورس الاصدار القياسي رقم 3.0,. |
| اكسبيان                    | لأجهزة الاكس بوكس. |

### توزيعات معتمدة على كنوبيكس
توزيعة كنوبيكس بحد ذاتها تعتمد على دبيان.
| توزيعة           | وصف |
| ---------------- | --- |
| فايذر لينكس      | تقلع من قرص مدمج، فلاش يو اس بي، ويستخدم مدير النوافذ فلكس بوكس.                                                                                 |
| كاايلا           | الترجمة الفرنسية لكنوبيكس. |
| ميوسكس جنو/لينكس | توزيعة تعتمد على كنوبيكس ودبيان، وتستخدم في إنتاج الموسيقى، التصميم الجرافيكي، تحرير الصوت والفيديو، واعمال أخرى. توزيعة تستخدم البرمجيات الحرة. |
| فولاك            | توزيعة أمنية تعتمد على مورفيكس. |

## توزيعات معتمدة علىسلاكس
| توزيعة          | وصف                                                                      |
| --------------- | ------------------------------------------------------------------------ |
| ايمنيكس         | توزيعة مبنية على سلاكس، توقفت وتم استبدالها بمشروع ايسما (Project Esma). |
| دافيكس          | توزيعة تعمل من القرص الحي، وتستخدم في تحليل البيانات.                    |
| دي ان ايه لينكس | صغيرة مصممة لتشغيل برمجيات معلوماتية حيوية.                              |

### توزيعات معتمدة علىماندريفا
| توزيعة             | وصف |
| ------------------ | --- |
| انفيكس             | توزيعة تركز على امن الخوادم، بنيت في الأساس على ماندريك 9.2. الآن توقفت.                                                              |
| كايشا ماجيكا       | توزيعة برتغالية. |
| ام سي ان لايف      | صممت لتشغل من القرص المدمج أو فلاش يو اس بي، والتوزيعة تركز على الوسائط المتعددة والإنترنت، والرسوميات.                               |
| بي سي لينوكس       | توزيعة حية تعمل بنظام الترقيات المستمرة، بنيت أول مرة على ماندريك 9.2, ثم بعد ذلك اعيد بنائها على ماندريفا 2007.                      |
| Trinity Rescue Kit | تستهدف على وجه التحديد العمليات الخاصة بأنظمة التشغيل ويندوز ولينكس، مثل الانقاذ، الإصلاح، إعادة تعيين كلمة المرور، واستنساخ الاقراص، |
| يونتي لينكس        | . |

### توزيعات معتمدة علىأوبنتو
أبونتو توزيعة معتمدة على دبيان.

#### توزيعات رسمية
الاختلاف الريسي بين نكهات أوبنتو هي الواجهة التي تستخدمها التوزيعة والبرامج التي تاتي مع الواجهة، نظرا لأن المستودعات واحدة بين تلك النكهات فأن الكثير من البرامج متشابهة لكن توجد برامج تاتي مع كل واجهة بالتحديد. تستطيع تريكب أكثر من واجهة على نظام التشغيل دبيان.
| التوزيعة             | الوصف |
| -------------------- | --- |
| ايديوبونتو           | المعروف سابقًا بأوبنتو إيديوكيشن إيدشن (بالإنجليزية: Edubuntu أو Ubuntu Education Edition) هي نسخة من توزيعة لينكس أوبونتو معدة للعمل في الفصول الدراسية وداخل البيوت والمدارس والمجتمعات المحلية. تم تطوير ايديوبونتو بالتعاون مع مدرسين وخبراء من بلدان مختلفة. تم بناء ايديوبونتو على أوبنتو، ويتضمن مشروع خادم طرفية لينكس وتطبيقات تعليمية تتناسب مع الفئة العمرية بين 6-18 سنة. |
| جوبنتو               | Gobuntu هي توزيعة رسمية مشتقة من أوبونتو، تهدف بالأساس إلى تقديم توزيعة مكونة كلّيا من برمجيات حرة. أعلن عنها رسميا من قبل مارك شاتلوورث في 10 يوليو/تمّوز 2007، وبدأ العمل عليها لإطلاق النسخة 7.10 للعامة. وتوقف المشروع عند النسخة 8.04 وتم دمجه بخط أوبونتو الأساسي كخيار "برمجيات حرة".                                                                                           |
| كوبونتو              | الفرق الرئيسي بين أوبنتو وكوبونتو هو استخدام الأخيرة واجهة كيدي والأول واجهة جنوم. |
| ليبونتو              | الفرق الرئيسي بين أوبنتو وليبونتو هو استخدام الأخيرة واجهة إل إكس دي إي والأول واجهة جنوم. |
| أوبنتو جي او اس      | |
| أوبنتو موبايل        | نظام تشغيل مضمن مصمم للاستخدام على جهاز محمول باليد. سيستخدم نظام التشغيل Hildon من مايمو كواجهة رسومية له. |
| أوبنتو نيتبوك ايديشن | مجهزة لتعمل على أجهزة النتبوك |
| اوبنتو إصدار الخوادم | مجهزة لتعمل على الخوادم. |
| اوبنتو تي في         | مصممة للاستخدام مع أجهزة التلفاز. |
| زوبونتو              | تاتي بواجهة إكسفس بدلا من جنوم. |

#### توزيعات شبه رسمية
| التوزيعة       | الوصف                                                                                                 |
| -------------- | --- |
| Mythbuntu      | بناءً على أوبونتو و MythTV ، يوفر تطبيقات لتسجيل التلفزيون ويعمل كمركز وسائط.                          |
| أوبونتو ستوديو | معدّة لإنتاج الوسائط المتعددة. تم إصدار النسخة الأولى منها، المبنية على أوبونتو 7.04 في 10 مايو، 2007. |

#### توزيعات غير رسمية
توزيعات لا تدعمها شركة كونينيكال بشكل رسمي، هي فقط مشتقة من أوبنتو ومدعومة من طرف ثالث.
| التوزيعة                                 | وصف |
| ---------------------------------------- | --- |
| ArtistX                                  | ArtistX هو قرص DVD مباشر من غنو / لينكس والذي يحول الكمبيوتر المشترك إلى استوديو كامل لإنتاج الوسائط المتعددة. |
| أورورا                                   | خصيصا لمجموعة Eee PC من نتبووكس، استنادا إلى ديبيان. سميت سابقا Eeebuntu واستنادا إلى أوبونتو. |
| ABC غنو/لينكس                            | توزيعة قائمة على أوبونتو لبناء مجموعات Beowulf |
| أستوريكس                                 | توزيعة قائمة على أوبونتو مخصص لأشخاص جدد في نظام التشغيل لينكس. |
| بالتيكس                                  | تهدف إلى أن تكون نظام تشغيل متكامل وسهل الاستعمال لليتوانيين واللاتفيين. بالتيكس مبني على دبيان وأوبونتو، واللغات المدعمة من قبل التوزيعة هم الليتوانية (اللغة الأساسية للتوزيعة) واللاتفية والروسية والإنجليزية والنرويجية ولغات أخرى قرب وحول منطقة البلطيق. تستعمل التوزيعة واجهة جنوم وتوزع كإسطوانة حية قابلة للتنصيب. بالتيكس جنو/لينكس لديه تاريخ طويل، حيث أن النسخة العامة الأولي له كانت في 2003 وكان حينها مبني على الإسطوانة الحية نوبكس وحزم برمجيات ديبيان، ثم تم استعمال إطار عمل الإسطوانة الحية مورفيكس بدلاً منهما وأخيراً تكنولوجيا أوبونتو للإسطوانة الحية.                                                                                                   |
| باك تراك                                 | منذ الاصدار الرابع تم بناء التوزيعة على توزيعة اوبنتو وكان الاصدار الثالث آخر إصدار مبني على سلاكوير.والاصدار الخامس الأخير بني على أبونتو الاصدار العاشر وهي التوزيعة الخاصة بالأمن والحماية وتحتوي التوزيعة على أدوات مساعدة في مجال الامن والحماية، وتستخدم في اختبار الاختراق (بالإنجليزية: penetration testing) وهم الذين يقومون بفحص الشبكات وتستعمل أيضا عند اسأءة استخدامها كأداة قوية لخدمة المخترقين واختراق المواقع والسيرفرات وأكثر عملها بالأوامر، ومن أبرز استخداماتها تفحص الأمن في شبكات اللاسلكي والسلكي إذ أن أكثر أدوات باك تراك تختص بفحص الشبكات وخصوصاً اللاسلكية منها، وكذلك اختراقها في أقصر الأوقات، كما أنها متخصصة أيضا في اختراق الأجهزة على الشبكة. |
| BlankOn                                  | التوزيعة القائم على أوبونتو للمستخدمين في إندونيسيا. |
| Buildix                                  | توزيعة لينكس يستند إلى أوبونتو، تم تطويره بواسطة شركة Global IT professional services ، ثوتووركس [الإنجليزية]. للمطورين. |
| بودهي لينكس                              | An أوبونتو-based لينكس التوزيعات featuring the إنلايتنمينت window manager and targeting users who want minimum of preinstalled software or low system requirements. |
| Manux                                    | التوزيعة القائم على أوبونتو مع سطر الوصف نظام تشغيل جيد من جافا. |
| Revampلينكس                              | All-in أوبونتو-based التوزيعات meant to be easy for new user. |
| dyne:bolic                               | قرص حي geared toward multimedia (audio and video) production, but comes with other non-media specific application (e.g.: word processor, desktop publisher). |
| EasyPeasy                                | Fork of أوبونتو designed for netbooks |
| Element OS                               | Based on زوبونتو، made for كمبيوتر المسرح المنزلي ‏s |
| فلكس بونتو                               | تستخدم مدير النوافذ فلكس بوكس، صُممت هذه التوزيعه خصيصاً من أجل أجهزة الحاسوب القديمه ومن أجل ان تكون خفيفه، كما أنها تعطي أداء مرتفع على الحواسيب الحديثة. |
| جنيوسنس                                  | تتضمن حصرا برمجيات حرة، مبنية على أوبونتو، وهي تسعى للحفاظ على يسر الاستخدام إلا أن جميع الأكواد الثنائية والبرمجية غير الحرة أزيلت منها. تتيع جنوسنس منهجا صارما فيما يتعلق باستبعاد البرمجيات غير الحرة، فمثلا كل الوثائق التي تحوي إرشادات لتنصيب برمجيات غير حرة قد أزيلت من التوزيعة. أطلق مشروع التوزيعة بريان برازيل وبول أومَلي في 2006، وفي أمتبور 2006 بعد إصدارتها 0.85 تلقت عونا من منظمة البرمجيات الحرة |
| جي أو إس                                 | هو مجموعة من توزيعات لينكس. النظام من إنتاج شركة Good OS LLC التي تتخذ من لوس أنجلوس مقراً لها. تتضمن التوزيعات تطبيقات ويب 2.0. الشركة المنتجة لنظام التشغيل سوقت للنظام على أنه "نظام تشغيل بديل مزود بجوجل أبس وتطبيقات ويب 2.0 أخرى للمستخدم المعاصر". أول إصدارة من النظام gOS 1.0.1_386 كانت مبنية على أوبونتو 7.10 وانليتمينت. |
| وا ذا لينكس                              | نظام تشغيل مبني على لينكس، تروج له حكومة أندلوسيا (إسبانيا). ويستخدم في المدارس والمكتبات العامة ودور المسنين، ومراكز Guadalinfo. |
| لينكس ديبين                              | Chinese لينكس التوزيعات، based on أوبونتو. Its features include preconfigured Chinese applications, such as Chinese (simplified) input method, Chinese-English and English-Chinese dictionaries, and Chinese (simplified) true-type fonts. |
| Joli OS                                  | Joli OS (formely named Jolicloud) is in development and Pre-beta testing. Joli OS is built upon Debian and أوبونتو 9.10, but is tweaked to be more suitable for computers that have weaker specifications in terms of disk storage, memory and screen size. It is designed to run on relatively low-powered netbook computers. |
| HP Mi ‏                                   | Based on أوبونتو 8.04 LTS, designed by Canonical and HP for use on the HP Mini 1000 and 110 series netbooks. |
| ايمبي لينكس                              | جنوب أفريقياn and focuses on the enterprise and government sector. |
| مشروع مدارس لينكس                        | A formerly بي سي لينكس أو إس-based التوزيعات designed for use in schools. |
| Kuki لينكس                               | Lightweight أوبونتو-based لينكس التوزيعات founded by João Ferro, built to be a replacement for the لينبس لينكس التوزيعات on the أيسر أسباير 1. |
| Leeenux لينكس ‏                           | Based on أوبونتو، for Asus Eee PC with 7" screen |
| لينكس مينت                               | هي توزيعة لينكس مبنية على أوبونتو متوافقة معها وتشاركها بمستودعات البرامج، تهدف لينكس مينت إلى إنشاء توزيعة جميلة، مُحدّثة ومناسبة لسطح المكتب. |
| لينكسMCE (لينكس Media Center Edition)    | Kأوبونتو based التوزيعات that provides in-depth HTPC functionality as well as home automation. |
| لينكسTLE                                 | A Thai لينكس التوزيعات. |
| LliureX                                  | A التوزيعات by the Generalitat Valenciana |
| LOUD (LCSEE Optimized أوبونتو التوزيعات) | An أوبونتو التوزيعات used at جامعة وست فرجينيا. It contains several specialized educational packages as well as its own themes and login manager. |
| Macbuntu                                 | نظام Macintosh OS X مشتق. |
| MAX                                      | Stands for MAdrid لينكس. |
| Minimal Desktop for أوبونتو              | A slimmed version of the جنوم-based أوبونتو install, with a similar version for كدي and فلكس بوكس. It is targeted at experienced, but learning, لينكس users. |
| Moلينكس                                  | أوبونتو based initiative to introduce the كاستيا-لا مانتشا community in Spain to the information society. |
| Moon OS                                  | Moon OS uses the Enlightenment مدير نوافذ and also has an LXDE version, and is based on the LTS release. |
| Nova                                     | كوباn state-sponsored التوزيعات developed at the جامعة علوم المعلومات ‏، هافانا. Formerly based on Gentoo. |
| إن أوبونتو (Network أوبونتو)             | Based on أوبونتو. Available as a قرص حي مع كامل تثبيت ملحقات اختبار الاختراق، الخادم والشبكه |
| OpenArtist                               | Based on أوبونتو. Available as a قرص حي and Full Install. It tries to combine free software into a suite for creative people. Driven by the fact that there are so many cool applications out there, but most people do not know them, openArtist tries to be a complete package of creative software, combined with a heavily customized and optimized user experience. |
| OpenGEU                                  | توزيع يعتمد على أوبونتو مع مدير نوافذ التنوير، المعروف سابقًا باسم أوبونتو. |
| زوبونتو                                  | الواجهة الأساسية له هي Xfce ولكن هناك أيضًا إصدار جنوم متاح. هناك أيضًا إصدار موجه نحو التطبيقات المركزية على الويب. |
| Pear OS                                  | Pear OS لينكس، a French التوزيعات created by David Tavares, is a 64-bit operating system based on أوبونتو لينكس Mini Remix. It was designed to present a complete out-of-box multimedia experience with a simple but powerful user interface. The latest release, Pear OS Panther v3.0, is the first to offer both 64-bit and 32-bit versions. |
| بيبرمنت أو إس                            | A light-weight LXDE التوزيعات for البرمجيات كخدمةs through موزيلا بريزم. Based on ليبونتو |
| نظام Pinguy OS ‏                          | An أوبونتو-based distro for people that have never used لينكس before or for people that want an out-of-the-box working OS without having to tweak a fresh installation of أوبونتو or other أوبونتو-based distro. |
| Poseidon لينكس ‏                          | للاستخدام الأكاديمي والعلمي. بناءً على أوبونتو، ولكن تم تحسينه بواسطة نظم المعلومات الجغرافية / الخرائط، والنمذجة العددية، والتصور 2D / 3D / 4D والإحصاءات وأدوات لخلق رسومات بسيطة ومعقدة، لغات البرمجة. |
| لينكس على بلاي ستيشن 3                   | أوبونتو التوزيعات المعدة للبلاي ستيشن 3. |
| puredyne                                 | بوريديني هو قرص حي وضعت لتزويد الفنانين وسائل الإعلام مع مجموعة كاملة من الأدوات لمعالجة الصوت والفيديو في الوقت الحقيقي. |
| Qimo 4 Kids                              | الألعاب التعليمية للأطفال الذين تتراوح أعمارهم بين 3 وما فوق. القائمة على أوبونتو مع واجهة سهلة الاستخدام. |
| سبيلي                                    | مبنية على توزيعة أوبونتو مع التركيز على التطبيقات الموجهة للمستخدم المسلم. تتضمَّن توزيعة سبيلي مجموعة حزم تخصِّص توزيعة أوبُنتو، حيث تأتي مع برمجيات إسلامية وتعليمية ومرمِّزات لمعظم أنساق الوسائط، كما تدعم اللغة العربية. Edition). |
| Spri                                     | Lightweight أوبونتو derivative replacing جنوم سطح المكتب البيئية with lightweight ايس دبليو ام window manager. Designed for aging and low powered computer hardware. Evaporated by 2011 |
| سوبر أو إس                               | |
| ترسكل                                    | من التوزيعات الحرة بنسبة 100% التي لا تحتوي أٌقراصها ولا مستودعاتها على أي برمجية محتكرة والتي لا تنصح بتثبيت أي منها. تسعى لجلب مفهوم الحرية في الحاسوب وأن المستخدم يجب أن يكون له الحرية المطلقة في استخدامه لحاسوبه. |
| أوروك جنو/لينكس                          | من التوزيعات الحرة بنسبة 100% والمبنية على توزيعة ترسكل إذ لا تحتوي على أي برمجية محتكرة . تعتمد على نفس مبادئ ومفاهيم توزيعة ترسكل. |
| TurnKey لينكس Virtual Appliance Library ‏ | مشروع مفتوح المصدر يقوم بتطوير مجموعة من الأجهزة المجانية القائمة على أوبونتو المُحسّنة لسهولة الاستخدام في سيناريوهات الاستخدام من نوع الخادم. |
| U-lite                                   | |
| UberStudent                              | |
| Vinux                                    | |
| أوبونتو Rescue Remix                     | |
| كودي                                     | |
| Ylmf OS                                  | |
| Zentyal                                  | |
| ZevenOS                                  | |

## توزيعات معتمدة على جنتو
جنتو لينكس هو من التوزيعات المصممة ليكون لديها برامج مُحسّنة للغاية ومحدثة باستمرار يستخدم التوزيعات على أساس جنتو لينكس نظام إدارة الحزمة Portage مع ظهور أو أحد مديري الحزم البديلين.
| التوزيعة       | الوصف |
| -------------- | --- |
| لينكس احسب     | لينكس احسب هي عائلة من التوزيعات s. |
| جنتو لينكس     | استنادا إلى جنتو. |
| Gentoox        | An adaptation of جنتو لينكس for the إكس بوكس. |
| Knopperdisk    | A new التوزيعات aimed at USB sticks. |
| Pentoo         | اختبار الاختراق Live CD. |
| سابيون لينكس   | قرص DVD قابل للتثبيت مع بيئات سطح مكتب متعددة. مثل Gentoo ، يستخدم Sabayon نموذج ترقيات مستمرة؛ يستخدم إصدارًا مخصصًا من Red Hat's Anaconda Installer ويتضمن تطبيق Media Center. |
| SystemRescueCD | نظام الانقاذ لايف نسخة CD من Gentoo. |
| Tin Hat لينكس ‏ | استنادا إلى جنتو لينكس . |
| أوتوتو         | صنع في الأرجنتين. |
| Vidaلينكس      | Uses أناكوندا (مثبت) as its installer. |
| كروميوم أو إس  | كروم أو إس to be used on various حاسوب لوحيs as well as netbooks and nettops. It is primarily Internet-based, launching each app within the Chrome browser. The OS uses a user interface very similar-looking to the Chrome internet browser instead of جنوم، كدي، etc. |
| كروم أو إس     | صممه جوجل. متاح من خلال تقديم تطبيق تجريبي، على الرغم من توفر التعليمات البرمجية المصدر والتوجيهات اللازمة لإنشاءه يدويًا (تحت اسم "نظام التشغيل المستند إلى Chromium"). يتوفر النموذج الأولي لـ Cr-48 netbook للمهتمين بالبرنامج التجريبي. الشركة التي تم إنشاءها منها غير معروفة، ولكنها تستخدم معالجات intel. كلا Chromium OS و Google Chrome OS لا يعتمدان بشكل مباشر على Gentoo ، لكنهما يستخدمان نظام إدارة الحزمة Gentoo. |

## توزيعات معتمدة على باك مان
آرتش لينكس مدير الحزم القادر على حل التبعيات وتنزيل وتثبيت جميع الحزم اللازمة تلقائيًا. من الناحية النظرية، يحتاج المستخدم فقط إلى تشغيل أمر واحد لتحديث النظام بالكامل.
| التوزيعات                | وصف |
| ------------------------ | --- |
| آرتش لينكس               | An i686- and إكس86-64-optimized التوزيعات targeted at experienced users. Arch runs on a ترقيات مستمرة system and uses the آرتش لينكس utility for package management. |
| ديلي لينوكس              | A desktop based mini التوزيعات with office suite, web browser and other graphical programs to run on a 486. Built from scratch with some influences from سلاكوير and كركس. |
| فروغلوير                 | A general purpose لينكس التوزيعات designed for intermediate users. Has some influences from Slackware, and uses a heavily modified version of the آرتش لينكس package manager, Pacman-G2, a fork of a نظام النسخ المتلاقية version of the complete rewrite of Pacman-G1 by Aurelien Foret (the old monolithic Pacman-G1 is written by آرتش لينكس). The packages are تار (حوسبة) archives that are compressed using بزيب2. |
| KnoppMyth                | بناءً على Arch linux و MythTV ، توفير تطبيقات لتسجيل التلفزيون والعمل كمركز صوت وفيديو. |
| Parabola غنو/لينكس-libre | Based on Arch لينكس، but provides only برمجيات حرة packages. |
| Bridge لينكس             | Based on Arch لينكس and إكسفس، provides an accelerated setup time and is easier for new users than vanilla Arch لينكس. |

## توزيعات معتمدة على RPM
ريدهات لينكس and SUSE لينكس كانت الرئيسية الأصلية التوزيعات الصورة التي تستخدم مدير حزم آر بي إم، والذي يستخدم اليوم في العديد من أنظمة إدارة الحزم. كل من هذه مقسمة في وقت لاحق إلى التجارية ودعم المجتمع التوزيعات s. Red Hat لينكس مقسمة إلى المجتمع المدعومة التوزيعات برعاية ريد هات مسمي فيدورا، والمدعومة تجاريا التوزيعات مسمي ريد هات إنتربرايز لينكس.
| التوزيعات           | وصف |
| ------------------- | --- |
| aلينكس              | المعروف سابقا باسم الفول السوداني لينكس |
| ALT لينكس ‏          | Several التوزيعات s including Master, Compact, and Junior, Server, Terminal. |
| Ark لينكس           | Ark لينكس is meant to be easy enough for the new لينكس user while powerful enough for long-time veterans and developers. |
| كالديرا أوبن لينكس  | A التوزيعات originally introduced by Caldera and later developed by its subsidiary مجموعة إس سي أو، the later مجموعة إس سي أو، who bought SCO and then renamed into مجموعة إس سي أو and no longer produces a لينكس التوزيعات. Last release: 3.1.1 - Jan. 30, 2002 |
| cAos لينكس          | غرض عام مصمم ليكون منخفض الحمل، ويعمل على الأجهزة القديمة، ويكون قابلاً للتخصيص بسهولة. |
| فيدورا              | Community-supported التوزيعات sponsored by ريد هات. It usually features cutting-edge لينكس technologies. |
| Linkat              | A التوزيعات promoted by the government of منطقة كتالونيا، Spain. |
| Lycoris Desktop/LX  | |
| ماندريفا لينكس      | نظام سهل الاستخدام من خلال مركز التحكم الفريد. |
| بي سي لينكس أو إس   | A ترقيات مستمرة Live CD التوزيعات. Originally based on Mandrake 9.2. Later rebased on ماندريفا لينكس 2007. |
| PLD لينكس التوزيعات | Polish ترقيات مستمرة التوزيعات. One of oldest, still-active, RPM-based لينكس التوزيعات. |
| ريدهات لينكس        | Split into فيدورا and ريد هات إنتربرايز لينكس. The last official release of the unsplit التوزيعات was Red Hat لينكس 9 in March 2003. |
| SUSE لينكس          | A desktop-oriented لينكس التوزيعات by نوفل، popular in Europe. - أوبن سوزي - A community-developed branch, sponsored by نوفل. It maintains a strict policy of ensuring all code in the standard installs will be from برمجيات حرة solutions, including جنو/لينكس kernel Modules. Novell's enterprise جنو/لينكس products are all based on the codebase that comes out of the openSUSE project. - سوزه لينكس إنتربرايز سيرفر - A server-oriented لينكس التوزيعات supplied by نوفل and targeted at the business market. - SUSE لينكس Enterprise Desktop (previously branded Novell لينكس Desktop) - A desktop-oriented لينكس التوزيعات supplied by نوفل and targeted at the enterprise market. - SUSE لينكس Enterprise Real Time - A specialized version of the SUSE التوزيعات from Novell designed to support low latency for time critical operations. |
| Sأوبونتو            | نظام التشغيل الذي تم إنشاؤه في SUSE Studio مصمم ليشعر وكأنك أوبونتو. |
| توربو لينكس         | بناء على ريد هات لينكس. |
| Vine لينكس ‏         | A Japanese التوزيعات based on Red Hat لينكس. |
| YOPER               | A ترقيات مستمرة desktop التوزيعات from نيوزيلندا that focuses on optimizing system performance for workstation use. |

### توزيعات معتمدة على فوديرا
| التوزيعات                | وصف |
| ------------------------ | --- |
| Aurora SPARC لينكس       | For Sun's SPARC architecture |
| Berry لينكس ‏             | A medium-sized Fedora-based التوزيعات that provides support in Japanese and English.                                                                |
| بلاج لينكس جنو           | Fully برمجيات حرة |
| Eduلينكس                 | للأغراض التعليمية |
| EnGarde Secure لينكس ‏    | Server-only التوزيعات designed to be secure. |
| فاجنتو                   | Designed to fit in somewhere between Fedora and أوبونتو.                                                                                            |
| Fusion لينكس             | التوزيعات that has desktop usability, ease of use and latest features as top priority.                                                              |
| Hanthana                 | Designed to cater the needs of Sri Lankan computer users who are unable to access Internet frequently, with many most-wanted applications built in. |
| K12LTSP                  | A التوزيعات for educational purpose. Comes with مشروع خادم تيرمينال لينكس support.                                                                  |
| بطريق قزم                | Initially aimed at easy installation of a جنتو لينكس system by using install scripts instead of manual configuration. Now based on Fedora.          |
| لينبس لينكس              | Focused on the Chinese market, along with Linpus Lite focused on the نت بوك market.                                                                 |
| Moblin                   | Built around the Intel Atom processor; supplanted by Meego when Intel and (temporarily) Nokia combined activities                                   |
| MythDora                 | Specialized التوزيعات for easy setup of the MythTV PVR software, similar to KnoppMyth, based on Fedora.                                             |
| Network Security Toolkit | A Live CD/DVD with security and networking tools to perform routine security and networking diagnostic and monitoring tasks.                        |
| أعجوبة لينكس             | Focused on providing the best Arabic support, as well as some Islamic tools such as Hijra (Hijri calendar) and Minbar (prayer time indicator).      |
| ريد هات إنتربرايز لينكس  | ريد هات's officially supported التوزيعات. Meant for enterprise use.                                                                                 |
| Russian Fedora Remix     | وريميكس فيدورا. |
| Trustix                  | A التوزيعات focused on security. |
| Xange                    | Xange (formerly Simplis, formerly Vixta) is a التوزيعات that tries to emulate the appearance of ويندوز فيستا. It is based on كدي.                   |
| يلو دوغ لينكس            | For the باور بي سي platform. |

#### توزيعات معتمدة على ريد هات للشركات
| التوزيعات         | وصف |
| ----------------- | --- |
| Asianux           | A التوزيعات co-developed between Red Flag Software ‏ Co., Ltd., Miracle لينكس ‏ Corp. and هانكوم ‏, INC., focused on Chinese, Japanese and Korean support. |
| سينت أو إس        | Community-supported التوزيعات that aims to be compatible with Red Hat Enterprise لينكس without the inclusion of proprietary software. |
| كلير أو إس        | Small Business Server. File, Print, Messaging, UTM, VPN. |
| Fermi لينكس LTS ‏  | بناء على العلمية لينكس. |
| Miracle لينكس ‏    | تم تطويره بواسطة بائع البرامج الياباني Miracle linux Co. Ltd |
| أوراكل لينكس      | بدعم من أوراكل. تهدف إلى أن تكون متوافقة تماما مع ريد هات إنتربرايز لينكس. |
| Red Flag لينكس ‏   | التوزيعات وضعت في الصين والأمثل للسوق الصينية. استنادا إلى Asianux. |
| توزيعة روكس كلستر | A التوزيعات for building a High-Performance Computing computer cluster, with a recent release supporting Cloud computing. It is based on ريد هات إنتربرايز لينكس but with extensions to support large multi-node heterogeneous systems for clusters (HPC), Cloud, and Data Warehousing (in development). |
| لينكس علمي        | A التوزيعات co-developed by Fermi National Accelerator Laboratory and the سيرن (CERN), which aims to be compatible with and based on ريد هات إنتربرايز لينكس. |
| خادم SME          | بناءً على CentOS واستهداف الشركات الصغيرة والمتوسطة. |
| TrixBox           | A Voice Over IP (VoIP) التوزيعات based on CentOS. |

### توزيعات معتمدة على ماندريفا
| التوزيعات             | وصف |
| --------------------- | --- |
| نظام تشغيل مُوجَّه أمنياً | A security-focused server التوزيعات. Originally based on ماندريفا لينكس but has diverged a lot. Discontinued.                   |
| ماجيا                 | شوكة مجتمع من Mandriva لينكس |
| MCNLive               | A Mandriva-based التوزيعات designed to run from CD or USB Flash Drive, focused on multimedia, internet, graphics.               |
| Trinity Rescue Kit    | Aimed specifically at offline operations for Windows and لينكس systems such as rescue, repair, password resets and disk cloning |
| يونتي لينكس           | يعني أن تكون قاعدة للعرف التوزيعاتs.                                                                                            |

## توزيعات معتمدة على سلاك وير
سلاكوير يُعرف باسم التوزيع القابل للتخصيص كثيرًا والذي يشدد على سهولة الصيانة والموثوقية على أحدث البرامج والأدوات الآلية. يعتبر توزيعًا للمستخدمين المتقدمين عمومًا، وغالبًا ما يقترح على أولئك الذين يرغبون في تعلم الأعمال الداخلية لنظام التشغيل لينكس.
| التوزيعات             | وصف |
| --------------------- | --- |
| أوسترومي لينكس        | An 108 MB bootable قرص حي as of version 1.9.3 |
| باسيك لينكس           | A mini لينكس designed to run in old PCs (386). Has a certain degree of compatibility with Slackware packages. |
| HostGIS               | HostGIS لينكس is a Slackware based التوزيعات specifically made for handling نظم المعلومات الجغرافية information. |
| كيت أو إس ‏            | A desktop التوزيعات aimed at intermediate users. It uses إكسفس as its default desktop environment. |
| Muلينكس               | Floppy-based التوزيعات with replaceable modules. |
| نيمبليكس ‏             | قابل للتخصيص بالكامل من خلال موقع NimbleX |
| Recovery Is Possible  | قرص حي لصيانة النظام والانتعاش. |
| سالكس أو إس           | Simple, fast and easy to use التوزيعات that is also fully backwards compatible with Slackware, so Slackware users can benefit from Salix repositories, which they can use as an "extra" quality source of software for their favorite التوزيعات. Like a bonsai, Salix is small, light & the product of infinite care. Uses إكسفس، كدي، إل إكس دي إي، فلكس بوكس or راتبويسن ‏ as its default desktop environment. 32 and 64bits version. Live versions are also available. |
| Sentry Firewall       | A firewall, server or نظام كشف التسلل التوزيعات. |
| simpleلينكس غنو/لينكس | simpleلينكس is a غنو/لينكس التوزيعاتs that uses LZMA compression to compress its system files. The project started on year 2007 by a group of Malaysian developer. simpleلينكس is a Slackware-based التوزيعات that comes in both Live CD or Persistence version that can be installed to a medium. simpleلينكس غنو/لينكس comes to be a multi-tasking operating system that runs the X Window.                                                                            |
| سلاكوير               | An unofficial port of Slackware to the باور بي سي architecture. |
| Slamd64               | An unofficial port of Slackware to the إكس86-64 architecture. |
| سلاكس                 | A قرص حي which aims to provide a complete desktop for general use. Permanent installation of Slax is not recommended or supported; it is designed for "live" use only. Also can be run from a usb flash drive. |
| STUX                  | قرص حي |
| SuperGamer            | A قرص حي لينكس التوزيعات focused on الألعاب على لينكس. |
| Superb Mini Server    | A جنو/لينكس التوزيعات focused on خادم (توضيح). |
| Topologiلينكس         | Designed to run from within مايكروسوفت ويندوز، Topologiلينكس can be installed without any changes to the user's hard disk. |
| فيكتور لينكس ‏         | وخفيفة الوزن التوزيعات مصمم ليكون سهل الاستخدام حتى للمستخدمين الجدد. تعتبر عموما مناسبة تماما للأجهزة القديمة. |
| Wolvix                | A desktop-oriented لينكس التوزيعات based on Slackware, mainly targeted at home users, featuring إكسفس. |
| زن ووك                | في الأصل هو أدنى إصدار من Slackware ، تطورت Zenwalk إلى نظام تشغيل مختلف جدًا؛ ومع ذلك، لا يزال يتم الحفاظ على التوافق مع Slackware. |
| ZipSlack              | نسخة خفيفة الوزن ومحمولة من سلاكوير |

### توزيعات معتمدة على سلاكس
لقد جعلت منهجية سلاكس وسمعته الجودة قاعدة شائعة للآخرينr قرص حي مشاريع.
| التوزيعات | وصف |
| --------- | --- |
| Emnix     | A Slax-based التوزيعات focused around portability and practicality. Production has ceased and Emnix replaced with Project Esma. |
| DAVIX     | قرص مضغوط حي لتحليل البيانات والتصور.                                                                                           |
| DNAلينكس  | A small التوزيعات designed for running معلوماتية حيوية software, including بلاست (برمجية) and EMBOSS.                           |

## الآخرين
التوزيعات التالية ببساطة ليست مصنفة تحت الأقسام السابقة.
| التوزيعات              | وصف |
| ---------------------- | --- |
| ألباين لينكس           | A security-oriented, lightweight لينكس التوزيعات based on uClibc and BusyBox. |
| Bifrost                | صغير، للتواصل |
| Billix                 | قرص مضغوط مباشر أو مجموعة أدوات إدارة نظام USB مباشر وتوزيع متعدد التمهيد مع القدرة على تثبيت أي من التوزيعات المضمنة. |
| Coyote لينكس           | توزيعة جهاز التوجيه / جدار الحماية. |
| كركس                   | CRUX is a lightweight, i686-optimized التوزيعات targeted at experienced users. The focus is "قانون د.ب.أ", which is reflected in a simple تار (حوسبة)-based package system, توزيعة برمجيات بيركلي-style initscripts, and a relatively small collection of trimmed packages |
| دي دي دبليو ار تي      | توزيعة جدار الحماية المضمنة. |
| Devil-لينكس            | توزيع جهاز التوجيه / جدار الحماية / الخادم الذي يعمل من قرص مضغوط أو USB. التكوين عقد على USB أو القرص المرن. |
| DSلينكس                | Version of لينكس designed for the نينتندو دي أس. |
| ELinOS                 | التوزيعات for نظام مضمنs by SYSGO. ELinOS focuses on industrial application and provides حوسبة في زمن حقيقي. |
| Endian Firewall        | متخصص في التوجيه / جدار الحماية وإدارة التهديدات الموحدة. |
| فاميلير لينكس          | توزيع لأجهزة iPAQ المحمولة. |
| فورسايت لينكس          | A ترقيات مستمرة التوزيعات built around the Conary package manager. |
| FREESCO                | بديل مجاني لأجهزة التوجيه الخاصة التي تدعم ما يصل إلى 10 بطاقات شبكة وما يصل إلى 10 أجهزة مودم. |
| GeeXboX                | قرص حي media center التوزيعات، mainly to play special-encoded video files (e.g.: .ogg, XVID) on home theater. |
| Goboلينكس              | An alternative التوزيعات which redefines the نظام الملفات hierarchy by installing everything belonging to one application in one folder under /Programs, and using symlinks from /System and its subfolders to point to the proper files.                                  |
| آي بي كوب              | توزيع جهاز التوجيه / جدار الحماية. |
| Iskoلينكس              | A غنو/لينكس التوزيعات packaged and maintained by UP Manila's (UPM) Information Management System as part of University of the Philippines' thrust to migrate to لينكس. |
| Jlime                  | التوزيعات for the هوليت-باكارد Jornada 6xx and 7xx and إن إي سي MobilePro 900(c) ‏ handhelds. |
| Lunar لينكس            | A source code-based التوزيعات descended from Sorcerer غنو/لينكس. |
| إم سي سي إنترم لينكس   | MCC Interim لينكس، possibly the first لينكس التوزيعات. Created by the Manchester Computing Centre in February 1992. |
| Mkلينكس                | A legacy التوزيعات for باور بي سي systems that runs the لينكس kernel as a server on top of the Mach microkernel. |
| موبيلينكس              | By Montavista for smartphones. |
| MontaVista لينكس ‏      | Embedded systems التوزيعات by MontaVista Software ‏. |
| NASLite                | نظام تشغيل لينوكس المستند إلى قرص مرن مصمم لتحويل الكمبيوتر القديم إلى جهاز تخزين مرفق بسيط على الشبكة. |
| نيتكس ‏                 | Developed by Net Integration Technologies Inc., Nitix claims to be the first حوسبة مستقلة ذاتيا لينكس-based server operating system. |
| أوبن دبليو آر تي       | توزيعة للجدار الحماية المضمنة. |
| Paldo غنو/لينكس ‏       | يستخدم Paldo غنو / لينكس مدير حزمة OPKG. باستخدام OPKG يجعل Paldo مزيج من مصدر والتوزيعات الثنائية. |
| Pardus                 | Developed by المعهد الوطني لبحوث الإلكترونيات والتشفير في تركيا. It uses PISI as package manager, COMAR as configuration framework. |
| لينكس على بلاي ستيشن 2 | سوني كمبيوتر إنترتينمنت التوزيعات released officially for the بلاي ستيشن 2 لعبة فيديو console. |
| بوبي لينكس             | A mini التوزيعات which runs well under low-end PCs - even under 32 MB RAM. |
| rPath                  | A التوزيعات built around the Conary package manager. |
| سليتاز جنو/لينكس       | A small desktop التوزيعات. The المنظمة الدولية للمعايير is under 30 MB; runs entirely in RAM; uses its own tazpkg package system. |
| قدم صغيرة              | تم تطويره بواسطة عملية سانتا كروز (SCO UNIX / SCO Group)، التي كانت تعمل سابقًا في Caldera - على أساس ثنائيات Caldera Open linux 3.x و 4.x. |
| SmoothWall             | Router/firewall التوزيعات. |
| نظام سوفت لاندنج لينكس | One of the earliest التوزيعاتs, developed from 1992–1994; سلاكوير was originally based on it. |
| سورسرر ‏                | توزيعة تستند إلى التعليمات البرمجية المصدر. |
| سورس ميج               | A source code-based التوزيعات، descended from Sorcerer. |
| Stable Hybrid Release  | For smartphones, offering إنلايتنمينت's Illume user interface. It is based on FSO. |
| شوجر                   | Designed by شوجر لابز for the محمول لكل طفل (OLPC) initiative. |
| Thinstation            | Thin client التوزيعات supporting all major connectivity protocols. |
| Tinfoil Hat لينكس ‏     | توزيعة مرنة قابل للتمهيد تركز على الأمان الشديد |
| تايني كور لينكس        | Tiny Core لينكس is a minimalist (around 10 MB) لينكس system focusing on providing a base system with BusyBox, FLTK and other minimalist software. |
| TinyMe                 | استنادًا إلى Unity لينكس، تستهدف أن تكون خفيفة الوزن قدر الإمكان. |
| tomsrtbt               | قرص التمهيدي. |
| Tor-ramdisk            | An i686 يوسي ليبس-based micro لينكس التوزيعات (about 5 MB) that runs in ذاكرة حاسوب and whose only purpose is to host a تور (شبكة مجهولة) server in an environment that maximizes security and privacy.                                                                    |
| xPUD                   | توزيعة صغير، تهدف إلى أن تكون بسيطة وقابلة للاستخدام. |
| Yggdrasil لينكس/غنو/X ‏ | واحدة من أقدم توزيعات لينكس، لم يتم تحديثها منذ عام 1995. |

## توزيعات أخرى
غنو/لينكس
- ريدهات Red hat
  - كونكتيفا
  - turboلينكس
  - yellow Dog
  - ماندريفا Mandriva والمعروفة سابقاً بـ (mandrake)
  - red flag
  - سي لينكس
  - PLD
  - blag
  - فيدورا كور fedora core
    - ojuba (أعجوبة)

  - سينت أو إس
  - علم
  - specifix
  - white Box
- دبيانdebian
  - librnet
  - شركة كوريل
  - astaro
  - progeny
  - لينسبايرlinspire
    - Freespire

  - نوبكس
  - وا ذا لينكس
  - ميبيس
  - أوبونتو أوبونتو
    - زوبونتو
    - كوبنتوكوبونتو
    - ايديوبونتو
    - كرانشبانج لينكسCrunchBang لينكس
- إم سي سي إنترم لينكس
  - جامعة تكساس إيه اند إم
  - SLS
    - Slackware سلاكوير
      - Vector
      - سلاكس
      - minislack (زن ووك)
      - frugalware
      - S.U.S.E (SUSE)
        - sunJDS
        - Open Suseسوزه لينكس
- جنتو لينكس
- جنوبيكس
- Joatha لينكس (جواثا لينكس)
- نوبكس
- لينسباير
- لينكس مينت
- بوبي لينكس
- ميبيس
- بي سي لينكس أو إس
- اوتوتو
- أريبيان لينكس
- عربكس
- آرتش لينكس
- باك تراك
- دام سمول لينكس
- ديلي لينوكس